# 金格·贝克
彼德·爱德华·「金格」·贝克（英語：Peter Edward "Ginger" Baker，1939年8月19日—2019年10月6日），藝名金格·貝克（Ginger Baker），是一个英格兰鼓手和歌手。他在20世紀60年代的作品為他贏得了“搖滾的第一位超級巨星鼓手”的稱讚，儘管他的個人風格融合了爵士樂背景，並對非洲節奏感興趣。貝克被譽為融合爵士樂，重金屬和世界音樂等類型的鼓手的先驅。
1966年到1968年，他是奶油樂隊成员之一。1969年，他和史蒂夫·温伍德、呂克·格雷奇一起加入了埃里克·克莱普顿创建的盲目信仰乐團。1970年代初期，他组建了金格·贝克空军乐團。
贝克精湛技艺，风格华丽，表演力强，他率先在表演中使用了两个低音贝斯鼓。他还会演奏其它的打击乐器。1993年以奶油樂團的成員入選搖滾名人堂 ，2008年入選現代鼓手的名人堂 
，2016年入選經典鼓手名人堂， 2016年《滾石雜誌》史上最偉大的鼓手排名第3名。

## 外部連結
- Official Site and Online Store （页面存档备份，存于）
- The Ginger Baker Site （页面存档备份，存于）
- Beware Of Mr. Baker site （页面存档备份，存于）
- Biography & Discography （页面存档备份，存于） at Musicianguide.com
- Ginger Baker在互联网电影资料库（IMDb）上的資料（英文）
- Ginger Baker Article by Jay Bulger （页面存档备份，存于）
- "Ginger Baker: 'I came off heroin something like 29 times'" （页面存档备份，存于）, Edward Helmore, The Observer, 2013-01-05
- 贝克乐队的贡献